# Шумшу
Шумшу́ (яп. 占守島, Сюмусю-то; на российской карте 1745 года — рус. дореф. Шумъ) — один из островов северной группы Курильских островов. Расположен к югу от Камчатки, к северу от соседнего острова Парамушир. Административно остров входит в Северо-Курильский городской округ Сахалинской области. На острове расположены нежилые поселки Курбатово, Байково.

## Название
Название острова Шумшу, самого северного острова Курильской гряды, было неправильно передано казаками при записи: правильное его айнское название — Шимушир или Симушир (со значением «крупный остров»). По мере дальнейшего «проведывания» Курильской гряды российские «мореходцы» проникли южнее, на Средние Курилы, где обнаружился другой остров по имени «крупный остров» — Симушир. Во избежание совпадения имён разных островов Курильской гряды за самым северным островом оставили не совсем точное имя.
Ещё один пример изменчивости островного имени — карта («чертеж») Дальнего Востока от капитана Василия Казанцова (1733 год), которая сама в исторической литературе часто носит неправильное название «карта Якова Генса», на которой к югу от «Курильской лопаты» показан остров Шумюшчь.
А. С. Пушкин собирался написать статью о Камчатке и подробно разбирал летопись проведывания Камчатки и Курил. В своих «Заметках при чтении „Описания земли Камчатки“ С. П. Крашенинникова» он называет «первый Курильский остров» Шоумчу.
В 1899 году Токийский университет отправил на Курильские острова антрополога и будущего известного исследователя Монголии Рюдзо Тории для изучения айнов. На острове Шикотан он опрашивал северокурильских айнов, которые были в полном составе переселены туда несколькими годами ранее (в 1884 году или в 17-й год эпохи Мэйдзи).
На основании сделанных опросов северокурильцев, Тории Рюдзо сообщает следующие сведения о названии острова:

Сюмусю (Шумшу), в древности называли Кусян котан, то есть место первоначального появления человека.

## География
Остров отделён от Камчатки (мыс Лопатка) Первым Курильским проливом шириной около 11 км, от острова Парамушир — Вторым Курильским проливом, шириной около 2 км.
Длина острова — 30 км, ширина — до 20 км, площадь — 388 км². Наивысшая точка — гора Высокая (189 м). Это самый низкий из крупных Курильских островов, он не имеет вулканов, хотя вулканы соседнего Парамушира оказывают опосредованное влияние на его природу и климат. Это, как часто пишут, единственный курильский остров невулканического происхождения; хотя нельзя в полной мере считать такое утверждение корректным, т.к. остров сложен в т.ч. и вулканическими породами. Так, например, вулканы Парамушира участвовали в формировании геологического строения западного-юго-западного побережья Шумшу, обрывы которого (см. фото) сложены содержащими обломки лав туфобрекчиями, а на берегу Второго Курильского пролива имеются кекуры, сложенные из имеющих вулканическое происхождение столбчатых отдельностей. На острове имеются несколько пресных озёр (самое крупное — оз. Большое, яп. Беттоби), реки (Озёрная, Маячная и др.), болота.
Бухта Бабушкина и мыс Бабушкина названы по фамилии офицера Советской Армии Бабушкина, погибшего в боях за освобождение острова Шумшу в августе 1945 года (названия бухте и мысу были присвоены в 1946—1949 гг.).
Самая северная точка острова — мыс Курбатова.

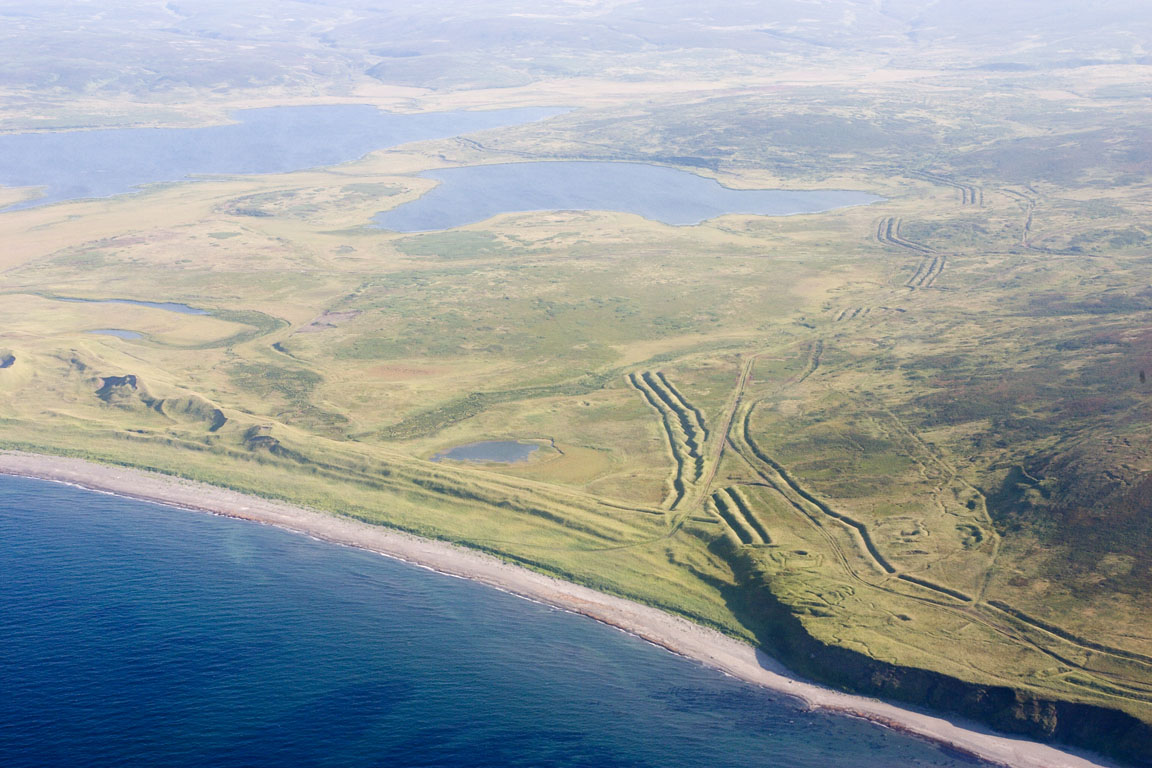
На север от Байково. Озеро Большое, которое использовалось как аэродром для гидропланов, также видны противотанковые рвы
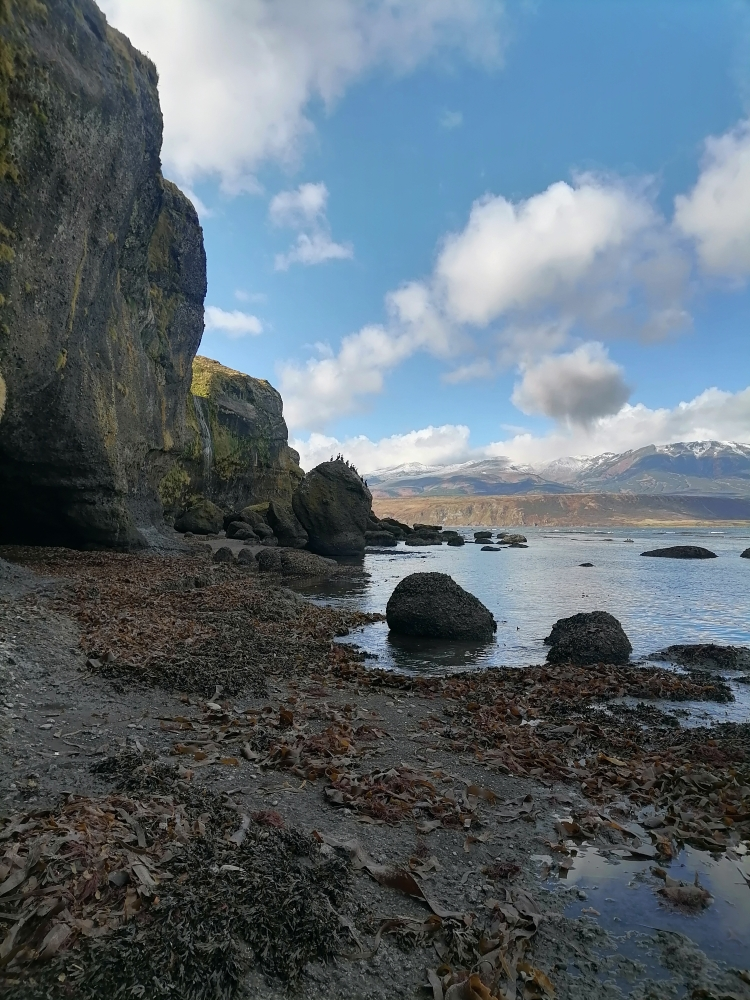
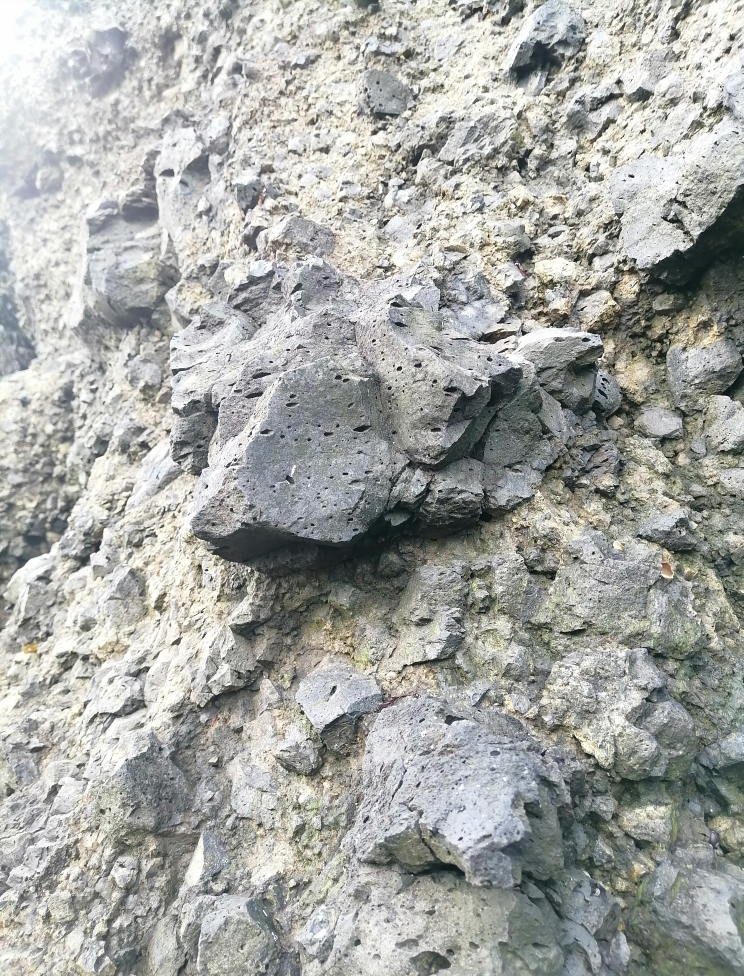
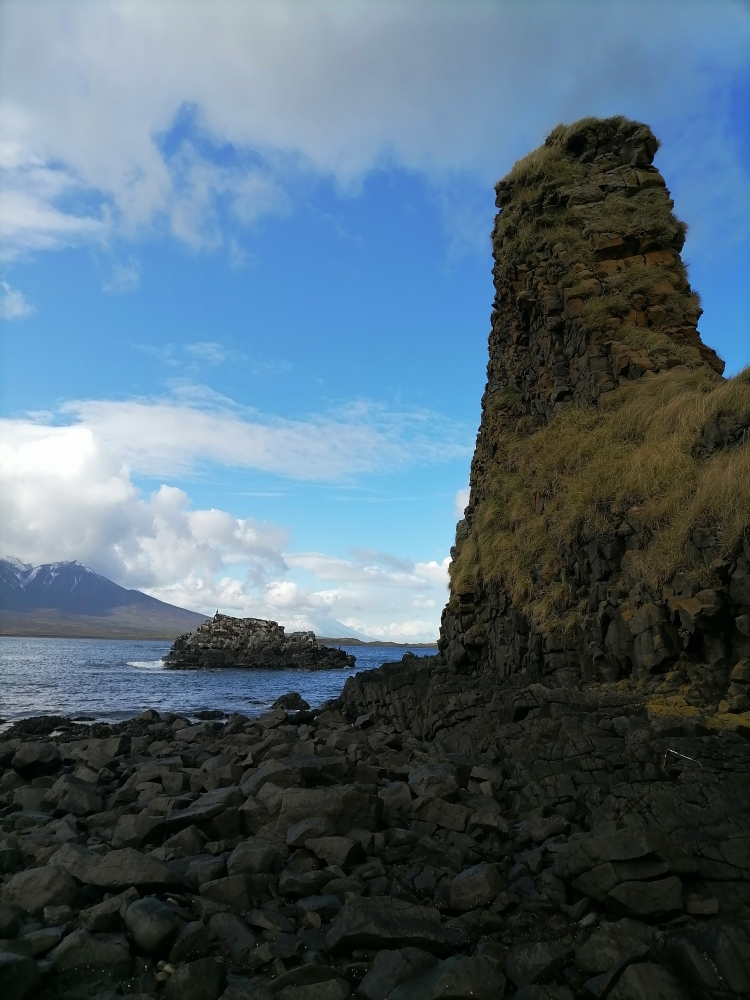
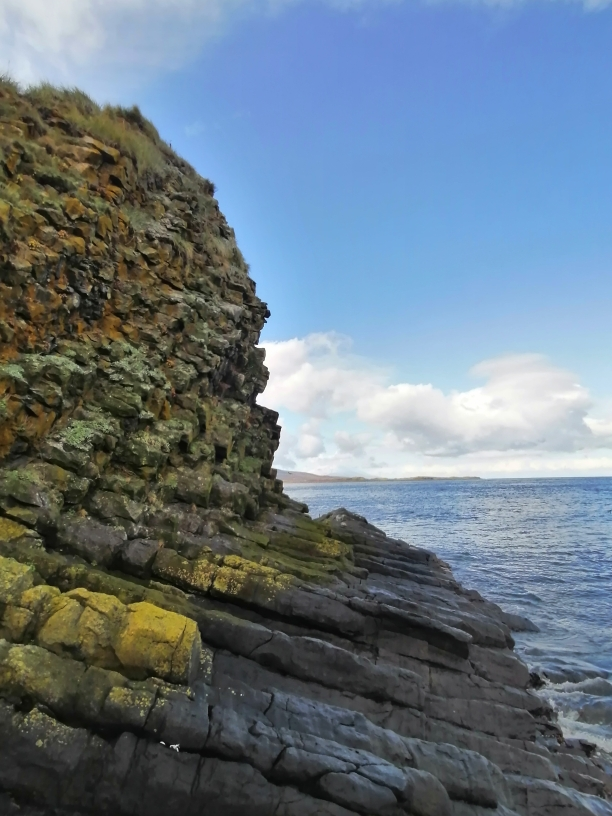

### Флора и фауна
Флора Шумшу имеет арктические черты и её видовой состав в целом небогат — здесь насчитывается около 430 видов высших сосудистых растений (для сравнения, на Кунашире их 1067). На побережье острова заросли морской капусты, водятся нерпа (как пятнистая, так и кольчатая), сивуч, калан. Присутствует и островной тюлень, но в основном на островах-спутниках (о-ва Птичьи во Втором Курильском проливе между Шумшу и Парамуширом 50°30′35″ с. ш. 156°16′41″ в. д.), численно же среди тюленей на острове преобладает пятнистая или пёстрая нерпа (ларга).
Крупное нерестилище нерки в озере Большое (Беттоби).
Из наземных животных — мелкие грызуны, лисицы (огнёвка и крестовка), с Камчатки заплывают медведи.

### Антропогенное воздействие
Среди северокурильских островов наиболее сильно человек повлиял на растительность Шумшу: по всему острову расположены японские оборонительные сооружения, на побережьях остались брошенные посёлки и строения. Повсеместно обнаруживаются остатки сооружений, ржавое железо, изменённый рельеф. Растительный покров острова изменялся на протяжении последних столетий: очень умеренно — айнами (сбор дикорастущих растений,, вырубка стланика на топливо), с конца XIX в. — японскими колонистами, позднее, массово, — японскими войсками (многотысячный гарнизон в 1943—1945 гг. был блокирован вооруженными силами США и лишён подвоза топлива; в этих условиях происходила масштабная вырубка кедрового стланика), существенно — в начальный советский период освоения, когда возникали выстроенные на скорую руку посёлки рыбообработчиков. Краеведы сообщают, что заготовки стланика были обычным делом. В настоящее время все посёлки брошены. Масштаб антропогенного воздействия можно оценить по аэрофотоснимкам: весь остров густо покрыт бесчисленных дорог, окопов и т. д. Растительный покров острова в условиях экстремально сильных ветров и низких температур вегетационного периода восстанавливается медленно. На других островах высокотравье и стланики быстро закрывают следы антропогенного влияния в долинах, на защищённых от ветра склонах.

## История
Первонасельниками острова были айны, принявшие православие и российское подданство к 1736 году.
Ко времени прихода русских людей на Курильские острова (1711 год) население острова уже не было однородным. На о-ве Шумшу жили ительмены, вытесненные с соседней Камчатки или бежавшие на остров от притеснения русских сборщиков ясака. В свою очередь, ительмены частично ассимилировали местных айнов, а частично потеснили их на о-в Парамушир и другие острова северной группы. На всех остальных «низлежащих» островах жили только айны.
Во времена российских «описей» конца 18 — начала 19 века остров также имел номерное обозначение в составе Курильской гряды — Первый.

### Отношение Японии к территориальной принадлежности острова
Используя в территориальном споре с Россией фактор Сан-Францисского мирного договора 1951 года, который не был подписан СССР, японское правительство, тем не менее, опирается на те толкования договорённостей между союзниками — СССР, США, Великобританией и Китаем — которые подкрепляют японскую позицию. В частности, поскольку в Сан-Францисском договоре не оговаривается, в пользу какого государства Япония отказывается от своих прав на Курилы, принадлежность острова, по мнению японского правительства, до сих пор не определена, а за Россией признаётся лишь «фактический контроль».

## Население
На начало XXI века остров не имеет постоянного населения, имеется погранзастава и два маяка. Ранее на острове существовали населённые пункты Байково, Шутово, Шумный, Бабушкино, Курбатово, Козырёвск(ое). У села Байково расположен заброшенный одноимённый аэродром (бывший японский военный аэродром Имаизаки / Имаи-саки, дословно: «мыс Имаи», северо-западная точка Шумшу, ныне мыс Чибуйный), куда ещё в 90-х годах XX века летали самолёты Л-410 из Елизово.

## Памятники и боевые реликвии
Даже в XXI веке на острове видны следы событий 1945 года. Множество фортификационных сооружений: ДОТы, ДЗОТы, окопы, противотанковые рвы, складские помещения, оставленные японцами. По острову разбросаны остатки танков, самолётов, снаряды, патроны, авиационные бомбы, весь он изрыт воронками от бомбардировок. С господствующей высоты видны несколько ДОТов, из которых простреливается практически весь остров.
На аэродроме Байково (бывший аэродром японского укрепрайона «Катаока») базировался 888-й иап ПВО Камчатской дивизии ПВО. На вооружении полка находились самолёты МиГ-15, затем МиГ-17. Полк был расформирован 27 февраля 1958 года.
На северной оконечности острова, на побережье между мысом Курбатова (яп. Кокутан) и мысом Почтарёва (яп. Котомари), находится место, где развернулось самое ожесточённое сражение всей Курильской десантной операции — бой за высоту 171 между морским десантом Красной армии и обороняющимися береговыми частями Японской императорской армии.

### Памятники воинской славы
- Мемориальный комплекс в честь воинов-освободителей, гора Северная (высота 165[32]). Там находятся могилы Героев Советского Союза Н. Вилкова и П. Ильичёва, место их гибели — японский дот.
- Братская могила моряков (2250 м к юго-востоку от маяка Курбатова).
- Братская могила советских воинов (1850 м к юго-востоку от маяка Курбатова).
- Памятник воинам-освободителям, район бывшего поселка Козыревск.
- Памятник морякам-тихоокеанцам, бывший поселок Байково.
- Могила неизвестного солдата, высота Северная[33].

### Боевые реликвии
По состоянию на август 1945 года в составе японских войск на острове находилось 64 танка: 25 лёгких Тип 95 «Ха-го», 19 средних Тип 97 «Чи-ха» и 20 средних модернизированных Тип 97 «Шинхото Чи-ха». После захвата острова советскими войсками, частично эти танки были подбиты, частично захвачены. Большая часть захваченных танков была передана союзной китайской армии. Подбитые танки так и остались лежать на острове, ржавея и разрушаясь дальше.
На остров Шумшу приезжают экспедиции в поиске исторических артефактов оставшихся от войны:
- Первая военно-историческая экспедиция на Шумшу — 2014 год
- Вторая военно-историческая экспедиция на Шумшу — 2015 год
- Третья военно-историческая экспедиция на Шумшу — 2016 год
- Четвёртая военно-историческая экспедиция на Шумшу — 2017 год
- Пятая военно-историческая экспедиция на Шумшу — 2018 год
- Шестая военно-историческая экспедиция на Шумшу — 2019 год
- Парусная экспедиция на остров Шумшу — 2020 год. Её проводило Русское географическое общество.
- Седьмая военно-историческая экспедиция на Шумшу — 2021 год
- Двадцать третья историко-географическая Камчатско-Курильская экспедиция — 2021 год. Её проводило Русское географическое общество.
- Восьмая военно-историческая экспедиция на Шумшу — 2022 год

### Экспедиция на Шумшу 2014
Военно-историческая экспедиция на остров Шумшу проводилась в период с 7 по 25 сентября 2014 года Министерством обороны Российской Федерации при участии «Русского географического общества» и «Поискового движения России». В общей сложности экспедиция включала 45 человек. В рамках оперативно-стратегических учений «Восток—2014» привлекались вертолёты Ми-8 и Ми-26 573 АвБ АА (Хабаровск). Целями экспедиции были поиск незахороненных останков погибших в ходе Второй мировой войны, уход за воинскими захоронениями, поиск и эвакуация военной техники и вооружения времён Второй мировой войны для последующего восстановления и размещения в российских музеях, ликвидация обнаруженных боеприпасов.
Были обследованы основные направления Курильского десанта. В районе мемориального комплекса на высоте 171, где проходили решающие бои за остров, были обнаружены останки десяти бойцов советской армии и пяти японских военнослужащих (после обследования были переданы для захоронения представителям администрации города Северо-Курильск и Японии соответственно). С острова были вывезены для дальнейших восстановительных работ остатки боевого японского плавающего танка «Ка-Ми», американского истребителя «Кинг кобра», а также двух японских железнодорожных локомотивов, которые применялись при строительстве подземных сооружений острова.

### Экспедиция на Шумшу 2015
26 августа 2015 года Министерство обороны Российской Федерации при участии Экспедиционного центра Русского географического общества и Поискового движения России проводило второй сезон экспедиции на остров Шумшу, который продлился до 24 сентября 2015 года.

### Экспедиция на Шумшу 2021
Седьмая военно-историческая экспедиция на Шумшу показала что на острове из японской техники ещё оставалось как минимум: 2 танка «Чи-Ха», 7 танков «Шинхото Чи-Ха» и один танк «Ха-Го». Экспедицией были вывезены с острова обломки американского истребителя «Kingcobra» и один из танков.

## В культуре
- Братья Стругацкие, старший из которых, Аркадий Натанович, служил в 1950-е на Камчатке, избрали остров Шумшу как место главного действия научно-фантастического рассказа «Поражение. lib.ru. Дата обращения: 22 июня 2021.» (вариант: «Белый конус Алаида. lib.ru. Дата обращения: 22 июня 2021.»), и забытые японские укрепления играют важную роль в его сюжете.